# Sofia Black-D'Elia
Sofia Black-D'Elia, född 24 december 1991 i New Jersey, är en amerikansk skådespelare.
Black-D'Elia har bland annat medverkat i TV-serierna The Messengers från 2015, The Mick (2017–2018), Single Drunk Female (2022–2023).

## Filmografi (i urval)
- 2015 – Project Almanac
- 2015 – The Messengers (TV-serie)
- 2016 – The Night Of (TV-serie)
- 2016 – Ben-Hur
- 2017–2018 – The Mick (TV-serie)
- 2022–2023 – Single Drunk Female (TV-serie)